# Lagenorhynchus acutus
Leucopleurus acutus
Espèce
Répartition géographique
Statut de conservation UICN

 LC  : Préoccupation mineure
Statut CITES
Synonymes
Delphinus acutus Gray, 1828
Delphinus leucopleurus Rasch, 1843
Lagenorhynchus leucopleurus Rasch, 1843
Lagenorhynchus perspicillatus Cope, 1876
Lagenorhynchus gubernator Cope, 1876
Le Lagénorhynque à flancs blancs (Leucopleurus acutus, précédemment Lagenorhynchus acutus) ou Dauphin à flancs blancs est une espèce de cétacés de la famille des Delphinidae.

## Description
Le Lagénorhynque à flancs blancs possède un bec tronqué court. Son aileron dorsal, en position centrale, est grand, falciforme et pointu. Les flancs de ce dauphin présente une large bande grise qui contraste avec gris sombre de la cape, ainsi qu'une flamme blanche sous l'aileron suivie d'une flamme ocre qui s'étire jusqu'au pédoncule caudal. La mâchoire inférieure et le ventre sont blancs. De fins traits sombres relient le bec aux yeux (entourés d'une tache oculaire sombre) et aux nageoires pectorales noires.
L'espèce présente un léger dimorphisme sexuel: les mâles sont en moyenne plus grands et légèrement plus contrastés.

Les lagénorhynques à flancs blancs mesure entre 1,90 et 2,80m (2,5 au maximum pour les femelles) et pèsent entre 165 et 230 kg. Le nouveau-né mesure un peu plus d'un mètre pour 20 à 35 kg. 

Comparaison de taille entre un Lagénorhynque à flancs blancs et un humain moyen

## Comportement
Le Lagénorhynque à flancs blancs forme de grands groupes, souvent de 30 à 150 individus mais parfois de plusieurs centaines lors de migration ou dans une zone d'abondance de nourriture. Il nage vite (jusqu'à 35km/h), et se mêle parfois aux Lagénorhynque à becs blancs, aux globicéphales noirs ou aux dauphins communs, ainsi qu'aux rorquals communs et aux baleines à bosses (notamment dans le Golfe du Maine). Il nage parfois dans le sillage des bateaux. Il saute fréquemment, et fait surface toutes les 10 à 15 secondes pour respirer.
Il se nourrit de sardines, d'anchois, de harengs mais aussi de calmars. Il chasse en groupe vers la surface.
Il atteint sa maturité sexuelle entre 6 et 12 ans. Les femelles mettent bas tous les deux ans, après 11 mois de gestation.
Le Lagénorhynque à flancs blancs peut vivre jusqu'à 27 ans.

## Distribution
Le Lagénorhynque à flancs blancs vit dans les eaux tempérées et froides de l'Atlantique Nord, de l'ouest du Groënland au Spitzberg au nord et de la Caroline au golfe de Gascogne au sud. Il a occasionnellement observé aux Açores et en mer Baltique. En été, il a tendance à se déplacer vers le nord et à se rapprocher des côtes.

## Interaction avec l'Homme

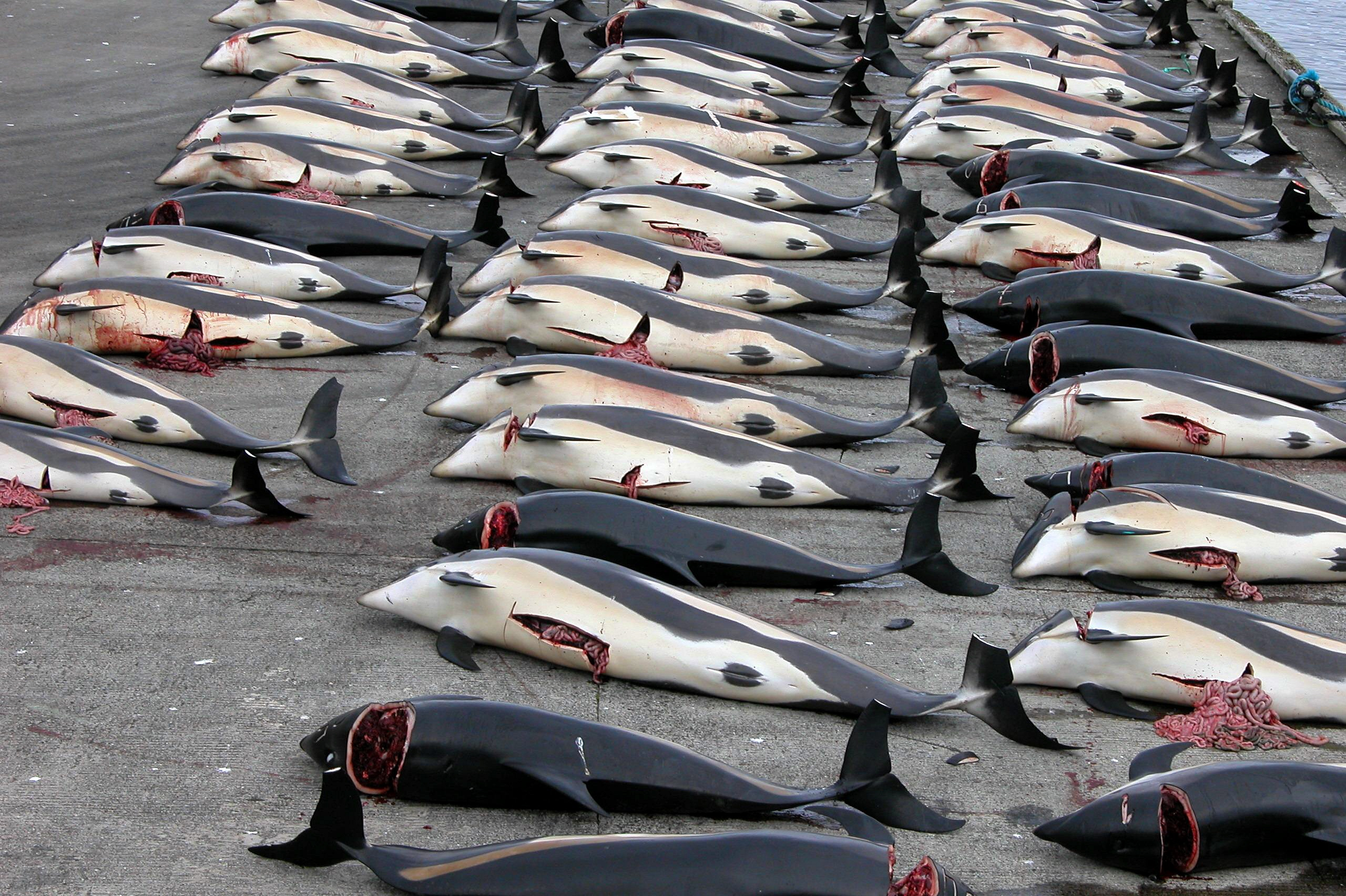
Cadavres de lagénorhynques à flancs blancs lors d'une chasse au dauphin sur les îles Féroé.